# HK Kurbads
HK Kurbads – łotewski klub hokeja na lodzie z siedzibą w Rydze.

## Sukcesy
- Srebrny medal mistrzostw Łotwy: 2014, 2015, 2016, 2019
- Złoty medal mistrzostw Łotwy: 2017, 2018